# Nahuel da Silva
Alexander Nahuel da Silva Rivero (Montevideo, 9 aprile 2005) è un calciatore uruguaiano, attaccante del Montevideo City Torque.

## Caratteristiche tecniche
È un centravanti.

## Carriera

### Club
È cresciuto nel settore giovanile del Progreso, con cui ha firmato il primo contratto professionistico il 18 marzo 2022. Nel 2024 è stato acquistato a titolo definitivo al Montevideo City Torque ed il 7 settembre ha debuttato in prima squadra nell'incontro di Segunda División pareggiato 1-1 contro il Sud América.
A fine anno conquista una promozione in prima divisione, categoria in cui poi esordisce nel 2025.

### Nazionale
Ha giocato con la nazionale urguaiana Under-20.

## Statistiche

### Presenze e reti nei club
Statistiche aggiornate al 7 marzo 2025.
| Stagione        | Squadra                | Campionato      | Campionato | Campionato | Coppe nazionali | Coppe nazionali | Coppe nazionali | Coppe continentali | Coppe continentali | Coppe continentali | Altre coppe | Altre coppe | Altre coppe | Totale | Totale | Totale |
| Stagione        | Squadra                | Comp            | Pres       | Reti       | Comp            | Pres            | Reti            | Comp               | Pres               | Reti               | Comp        | Pres        | Reti        | Pres   | Reti   |        |
| --------------- | ---------------------- | --------------- | ---------- | ---------- | --------------- | --------------- | --------------- | ------------------ | ------------------ | ------------------ | ----------- | ----------- | ----------- | ------ | ------ | ------ |
| 2024            | Montevideo City Torque | SD              | 3          | 0          | CU              | 2               | 0               |                    | -                  | -                  |             | -           | -           | 5      | 0      |        |
| 2025            | Montevideo City Torque | PD              | 5          | 0          | CU              | 0               | 0               | -                  | -                  | -                  |             | -           | -           | 5      | 0      |        |
| Totale carriera | Totale carriera        | Totale carriera | 8          | 0          |                 | 2               | 0               |                    | -                  | -                  |             | -           | -           | 10     | 0      |        |